# Castelnau-d'Arbieu
Castelnau-d'Arbieu è un comune francese di 211 abitanti situato nel dipartimento del Gers nella regione dell'Occitania.

## Società

### Evoluzione demografica
Abitanti censiti